# أرون ترينت
أرون ترينت (بالإنجليزية: Aaron Trent)‏ هو دراج أمريكي، ولد في 26 فبراير 1986.